# 油小路隆蔭
油小路 隆蔭（あぶらのこうじ たかかげ、永仁5年〈1297年〉 - 貞治3年3月14日〈1364年4月16日〉）は、鎌倉末・南北朝期の公卿、一般的には四条隆蔭。油小路家の祖。父は四条隆政（西大路隆政）。

## 概歴
永仁6年11月19日、永陽門院御給により、従五位下に叙される。

元弘元年(1331)9月20日に光厳天皇が践祚すると蔵人頭となり、同年12月1日に参議。後醍醐天皇より光厳天皇に剣璽が返還された際には剣璽を検知し、このとき隆蔭が記したのが、群書類従に収められている『剣璽渡御記』である。

正慶2年(1332)、隆蔭は光厳天皇や後伏見上皇らとともに倒幕運動が活発化したため六波羅探題に避難していたが、正慶2年(1332)5月7日に足利尊氏軍の攻撃によって六波羅探題が陥落。隆蔭は、光厳天皇・後伏見上皇・花園上皇・康仁親王らとともに、幕府軍を伴いながら東国へ逃避行を図る。しかし一行は劣勢を極め、幕府軍は近江国番場にて全員自害し、隆蔭や天皇らは捕らえらてしまった。なお、『増鏡』によると、最後まで光厳天皇らに付き従っていた公卿の中に、隆蔭と同じくその後光厳院政を支えることになる柳原資明や勧修寺経顕などがいたという。正慶2年(1333)正月17日、後醍醐天皇の皇位回復により官位を停止される。

しかし、南北朝分裂後は北朝に従い、建武4年1月7日に権中納言、同12日に参議に任命され、同年12月24日には正三位に叙された。光厳上皇の信頼が厚く、同上皇の院政下では、院評定衆・伝奏・検非違使庁別当を兼ね、光厳院政を支える。貞和3年11月16日、権大納言に進む。この間、興福寺と対立するところがあり、2度の放氏(氏族からの追放)を経験するがともに許された。

貞治3年(1364)2月21日に、光厳法皇を戒師として出家した。法名は歓乗。剃髪直前に光厳法皇の推挙を経て一品を所望したものの、同じく光厳の側近であった勧修寺経顕の反対によって退けられた。その落胆から剃髪に思い至ったとされる。貞治3年3月14日(1364年4月16日)、中風及び所労によって薨去、67歳（数え年）。
日記に『隆蔭卿記』がある。

## 系譜
- 父：四条隆政
- 母：家女房
- 妻：源康世女
  - 男子：四条隆敏
  - 男子：油小路隆家（暦応元(1338)年?-貞治6年4月3日（1367年5月2日））
    - 男子：油小路隆信

  - 男子：四条顕保（??-応永2(1395)年11月）
    - 男子：四条隆夏

  - 男子：隆憲（醍醐寺報恩院。大僧都。釈伽院）
- 猶子
  - 男子：隆源（醍醐寺報恩院。大僧正。醍醐寺報恩院長者）